# Carlos Megía Dávila
Carlos Megía Dávila (Madrid, 1966. július 7. –) spanyol nemzetközi labdarúgó-játékvezető.

## Pályafutása

### Nemzeti játékvezetés
A játékvezetői vizsgából 1984-ben vizsgázott, 1992-ben országos bíró lett a B Divisionban, majd 1995-ben sorolták a Primera División játékvezetői közé. Az aktív nemzeti játékvezetéstől 2009-ben vonult vissza. Első ligás mérkőzéseinek száma: 220.

#### Nemzeti kupamérkőzések
Vezetett Kupa-döntők száma: 1.

##### Szuperkupa
| Időpont             | Helyszín                   | Mérkőzés típusa         | Mérkőzés                  | Eredmény |
| ------------------- | -------------------------- | ----------------------- | ------------------------- | -------- |
| 2004. augusztus 24. | Mestalla Stadion, Valencia | döntő második találkozó | Valencia CF–Real Zaragoza | 1 : 3    |

### Nemzetközi játékvezetés
A Spanyol labdarúgó-szövetség Játékvezető Bizottsága (JB) 2004-ben terjesztette fel nemzetközi játékvezetőnek, a Nemzetközi Labdarúgó-szövetség (FIFA) bíróinak keretébe. Több nemzetek közötti válogatott és klubmérkőzést vezetett. A spanyol nemzetközi játékvezetők rangsorában, a világbajnokság-Európa-bajnokság sorrendjében többedmagával a 23. helyet foglalja el 2 találkozó szolgálatával. Az aktív nemzetközi játékvezetéstől 2008-ban búcsúzott. Válogatott mérkőzéseinek száma: 5.

#### Világbajnokság
A világbajnoki döntőhöz vezető úton Németországba a XVIII., a 2006-os labdarúgó-világbajnokságra a FIFA JB bíróként alkalmazta.
| Időpont           | Helyszín                     | Mérkőzés típusa           | Mérkőzés                     | Eredmény | Nézők száma |
| ----------------- | ---------------------------- | ------------------------- | ---------------------------- | -------- | ----------- |
| 2004. október 13. | Ennio Tardini Stadion, Parma | előselejtező (5. csoport) | Olaszország–Fehéroroszország | 4 : 3    | 19 833      |

#### Európa-bajnokság
2003-ban Liechtenstein rendezte az U19-es labdarúgó-Európa-bajnokságot, ahol az UEFA JB bíróként alkalmazta.
| Időpont          | Helyszín                 | Mérkőzés típusa        | Mérkőzés                  | Eredmény |
| ---------------- | ------------------------ | ---------------------- | ------------------------- | -------- |
| 2003. július 16. | Városi Stadion, Schaan   | selejtező (B. csoport) | Franciaország–Csehország  | 3 : 3    |
| 2003. július 20. | Városi Stadion, Balzers  | selejtező (A. csoport) | Olaszország–Liechtenstein | 5 : 1    |
| 2003. július 23. | Rheinpark Stadion, Vaduz | egyik elődöntő         | Olaszország–Csehország    | 1 : 0    |

Az európai-labdarúgó torna döntőjéhez vezető úton Ausztriába és Svájcba a XIII., a 2008-as labdarúgó-Európa-bajnokságra az UEFA JB játékvezetőként foglalkoztatta.
| Időpont           | Helyszín                       | Mérkőzés típusa           | Mérkőzés           | Eredmény | Nézők száma |
| ----------------- | ------------------------------ | ------------------------- | ------------------ | -------- | ----------- |
| 2007. október 13. | Luigi Ferraris Stadion, Genova | előselejtező (4. csoport) | Olaszország–Grúzia | 2 : 0    | 23 100      |

## Szakmai sikerek
2007/2008 valamint 2008/2009 bajnoki idényben az Év Játékvezetője megtisztelő címet kapta.